# Symphyotrichum

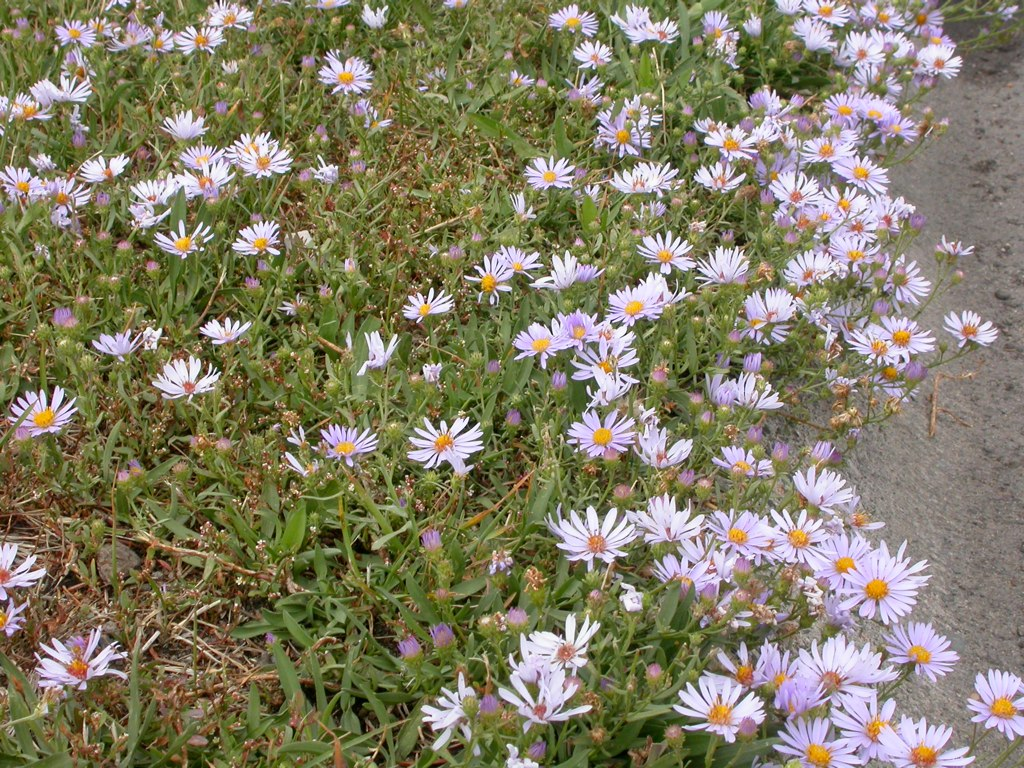
Symphyotrichum ascendens

Symphyotrichum es un género con alrededor de 90 especies de plantas herbáceas anuales perennes perteneciente a la familia   Asteraceae que estaban incluidas anteriormente en el género Aster. La mayoría son endémicas de Norteamérica, pero varias especies se encuentran en las Indias Occidentales, Centroamérica y Suramérica así como en Eurasia. Muchas especies se han introducido en Europa como planta ornamental, la especie más notable es Symphyotrichum novi-belgii.

## SubgéneroAscendentes
- Symphyotrichum ascendens (Lindl.) G.L.Nesom
- Symphyotrichum defoliatum (Parish) G.L.Nesom

## SubgéneroAstropolium
- Symphyotrichum potosinum (A.Gray) G.L.Nesom
- Symphyotrichum subulatum (Michx.) G.L.Nesom
  - var. elongatum (Boss. ex A.G.Jones & Lowry) S.D.Sundb.
  - var. ligulatum S.D.Sundb.
  - var. parviflorum (Nees) S.D.Sundb.
  - var. squamatum (Spreng.) S.D.Sundb.
- Symphyotrichum tenuifolium (L.) G.L.Nesom
  - var. aphyllum (R.W.Long) S.D.Sundb.

## SubgéneroChapmaniani
- Symphyotrichum chapmanii (Torr. & A.Gray) Semple & Brouillet

## SubgéneroSymphyotrichum

### SecciónConyzopsis
- Symphyotrichum ciliatum (Ledeb.) G.L.Nesom
- Symphyotrichum frondosum (Nutt.) G.L.Nesom
- Symphyotrichum laurentianum (Fernald) G.L.Nesom

### SecciónOccidentales
- Symphyotrichum chilense (Nees) G.L.Nesom
- Symphyotrichum cusickii (A.Gray) G.L.Nesom
- Symphyotrichum eatonii (A.Gray) G.L.Nesom
- Symphyotrichum foliaceum (Lindl. ex DC.) G.L.Nesom
  - var. apricum (A.Gray) G.L.Nesom
  - var. canbyi (A.Gray) G.L.Nesom
  - var. parryi (A.Gray) G.L.Nesom
- Symphyotrichum greatae (Parish) G.L.Nesom
- Symphyotrichum hallii (A.Gray) G.L.Nesom
- Symphyotrichum hendersonii (Fernald) G.L.Nesom
- Symphyotrichum jessicae (R.Piper) G.L.Nesom
- Symphyotrichum lentum (Greene) G.L.Nesom
- Symphyotrichum molle (Rydb.) G.L.Nesom
- Symphyotrichum spathulatum (Lindl.) G.L.Nesom
  - var. intermedium (A.Gray) G.L.Nesom
  - var. yosemitanum (A.Gray) G.L.Nesom
- Symphyotrichum subspicatum (Nees) G.L.Nesom

### SecciónSymphyotrichum
- Symphyotrichum anomalum (Engelm.) G.L.Nesom
- Symphyotrichum anticostense (Fernald) G.L.Nesom
- Symphyotrichum boreale (Torr. & A.Gray) Á.Löve & D.Löve
- Symphyotrichum ciliolatum (Lindl.) Á.Löve & D.Löve
- Symphyotrichum cordifolium (L.) G.L.Nesom
- Symphyotrichum depauperatum (Fernald) G.L.Nesom
- Symphyotrichum drummondii (Lindl.) G.L.Nesom
  - var. texanum (E.S.Burgess) G.L.Nesom
- Symphyotrichum dumosum (L.) G.L.Nesom
- Symphyotrichum elliottii (Torr. & A.Gray) G.L.Nesom
- Symphyotrichum eulae (Shinners) G.L.Nesom
- Symphyotrichum firmum (Nees) G.L.Nesom
- Symphyotrichum laeve (L.) Á.Löve & D.Löve
  - var. concinnum (Willd.) G.L.Nesom
  - var. geyeri (A.Gray) G.L.Nesom
  - var. purpuratum (Nees) G.L.Nesom
- Symphyotrichum lanceolatum (Willd.) G.L.Nesom
  - var. hesperium (A.Gray) G.L.Nesom
  - var. hirsuticaule (Semple & Chmiel.) G.L.Nesom
  - var. interior (Wiegand) G.L.Nesom
  - var. latifolium (Semple & Chmiel.) G.L.Nesom
- Symphyotrichum lateriflorum (L.) Á.Löve & D.Löve
- Symphyotrichum nahanniense (Cody) Semple
- Symphyotrichum novi-belgii (L.) G.L.Nesom - cielo estrellado, jarilla de jardín.[2]
  - var. crenifolium (Fernald) J.Labrecque & L.Brouillet
  - var. elodes (Torr. & A.Gray) G.L.Nesom
  - var. villicaule (A.Gray) J.Labrecque & L.Brouillet
- Symphyotrichum ontarionis (Wiegand) G.L.Nesom
  - var. glabratum (Semple) L.Brouillet & D.Bouchard
- Symphyotrichum oolentangiense (Riddell) G.L.Nesom
- Symphyotrichum parviceps (E.S.Burgess) G.L.Nesom
- Symphyotrichum pilosum (Willd.) G.L.Nesom
  - var. pringlei (A.Gray) G.L.Nesom
- Symphyotrichum porteri (A.Gray) G.L.Nesom
- Symphyotrichum praealtum (Poir.) G.L.Nesom
- Symphyotrichum prenanthoides (Muhl. ex Willd.) G.L.Nesom
- Symphyotrichum priceae (Britton) G.L.Nesom
- Symphyotrichum puniceum (L.) Á.Löve & D.Löve
  - var. scabricaule (Shinners) G.L.Nesom
- Symphyotrichum racemosum (Elliot) G.L.Nesom
- Symphyotrichum retroflexum (DC.) G.L.Nesom
- Symphyotrichum rhiannon Weakley & Govus
- Symphyotrichum robynsianum (J.Rousseau) J.Labrecque & L.Brouillet
- Symphyotrichum shortii (Lindl.) G.L.Nesom
- Symphyotrichum simmondsii (Small) G.L.Nesom
- Symphyotrichum tradescantii (L.) G.L.Nesom
- Symphyotrichum turbinellum (Lindl.) G.L.Nesom
- Symphyotrichum undulatum (L.) G.L.Nesom
- Symphyotrichum urophyllum (DC.) G.L.Nesom
- Symphyotrichum welshii (Cronquist) G.L.Nesom

## SubgéneroVirgulus
- Symphyotrichum adnatum (Nutt.) G.L.Nesom
- Symphyotrichum campestre (Nutt.) G.L.Nesom
- Symphyotrichum concolor (L.) G.L.Nesom
  - var. devestitum (S.F.Blake) Semple
- Symphyotrichum ericoides (L.) G.L.Nesom
  - var. pansum (S.F.Blake) G.L.Nesom
- Symphyotrichum falcatum (Lindl.) G.L.Nesom
  - var. commutatum (Torr. & A.Gray) G.L.Nesom
- Symphyotrichum fendleri (A.Gray) G.L.Nesom
- Symphyotrichum fontinale (Alexander) G.L.Nesom
- Symphyotrichum georgianum (Alexander) G.L.Nesom
- Symphyotrichum grandiflorum (L.) G.L.Nesom
- Symphyotrichum novae-angliae (L.) G.L.Nesom
- Symphyotrichum oblongifolium (Nutt.) G.L.Nesom
- Symphyotrichum patens (Aiton) G.L.Nesom
  - var. patentissimum (DC.) G.L.Nesom
- Symphyotrichum phlogifolium (Muhl. ex Willd.) G.L.Nesom
- Symphyotrichum plumosum (Small) Semple
- Symphyotrichum pratense (Raf.) G.L.Nesom
- Symphyotrichum pygmaeum (Lindl.) Brouillet & Selliah
- Symphyotrichum sericeum (Vent.) G.L.Nesom
- Symphyotrichum walteri (Alexander) G.L.Nesom
- Symphyotrichum × amethystinum (Nutt.) G.L.Nesom
- Symphyotrichum yukonense (Cronquist) G.L.Nesom